# فرط تنسج صعتري
فرط التنسج التوتي (أو فرط تنسج غدة التوتة) يشير إلى تضخم ("فرط تنسج") في غدة التوتة.
إن هذه الحالة ليست دائمًا حالة مرضية. فعادة ما يصل حجم غدة التوتة إلى أقصاه في مرحلة المراهقة ثم يضمر في السنوات التالية. وقبل أن يُدرك جيدًا الوظيفة المناعية لغدة التوتة، كان ينظر إلى هذا التضخم باعتباره مدعاة للقلق ومبررًا للتصغير الجراحي. ولكن ليس من الشائع اتباع هذه الطريقة الآن.
يمكن أن ترتبط هذه الحالة بمرض الوهن العضلي الوبيل.
التصوير بالرنين المغناطيسي يمكن استخدامه للتمييز بين هذه الحالة وبين الورم التوتي.